# Кузьминське (Калінінський район)
Кузьминське (рос. Кузьминское) — село в Калінінському районі Тверської області Російської Федерації.
Населення становить 69 осіб. Входить до складу муніципального утворення Емауське сільське поселення.

## Історія
Від 2005 року входить до складу муніципального утворення Емауське сільське поселення.

## Населення
| 1859 | 1886 | 2002 | 2010 |
| ---- | ---- | ---- | ---- |
| 421  | ↗498 | ↘113 | ↘69  |